# باشگاه فوتبال آرتزینیانو والشیامپو
باشگاه فوتبال آرتزینیانو والشیامپو (انگلیسی: FC Arzignano Valchiampo) یک باشگاه فوتبال مستقر در آرتزینیانو، ایتالیا است که در حال حاضر در سری سی ایتالیا، سومین سطح لیگ فوتبال در این کشور به فعالیت می‌پردازد.
آن‌ها بازی‌های خانگی خود را در ورزشگاه توماسو دال مولین، مستقر در آرتزینیانو انجام می‌دهند که به اندازه ۲۰۰۰ صندلی گنجایش پذیرش تماشاگر دارد.

## تاریخچه
ریشه‌های فوتبال در آریتزینیانو به سال ۱۹۲۰ برمی‌گردد، زمانی که باشگاه آ. ث. آریتزینیانو به همت وکیل پیو ورونزه تأسیس شد و او اولین رئیس آن‌ها شد. در فصل ۱۹۲۶–۱۹۲۷، آریتزینیانو اولین مسابقه خود را برگزار کرد و در مسابقات استانی یو.ال.آی. سی شرکت کرد. مربی آن زمان رمو روستینی بود. در نشان باشگاه، گریفون نماد آریتزینیانو شد و لباس‌هایشان یکدست سفید بودند. از این فصل اطلاعات زیادی در دست نیست: می‌دانیم که در ژانویه آریتزینیانو در صدر جدول قرار داشت و در خانه والداگنو را با نتیجه ۷ بر ۰ شکست داد. مسابقات بدون ارتقای باشگاه به پایان رسید. در تابستان، آریتزینیانو چندین بازی دوستانه انجام داد، یکی از آن‌ها با باشگاه فوتبال ویچنزا، تیمی که در سری بی بازی می‌کرد، بود. در فصل ۱۹۲۷–۱۹۲۸، آریزینیانو دوباره در مسابقات استانی یو.ال.آی. سی شرکت کرد، هرچند که اطلاعات بیشتری از این مسابقات وجود دارد، اما نمی‌دانیم چگونه به پایان رسید. در سال ۱۹۲۸ بازی در زمین کامپو مارزیو متوقف شد و بازی‌ها در زمین ورزشی شهر آریتزینیانو آغاز شد که در ۱۲ مه در یک بازی دوستانه مقابل تیم ویچنتینی اسپریا افتتاح شد و با نتیجه ۴ بر ۱ شکست خوردند. رنگ پیراهن تغییر کرد و از سفید به آبی تبدیل شد؛ اولین بازی که در لباس آبی انجام شد، در ۳ اکتبر مقابل مونته‌فورت بود که با نتیجه ۶ بر ۳ بازنده بازی بودند.
در فصل ۱۹۲۸–۱۹۲۹، آریتزینیانو در مسابقات ترزا دیویژن ونتو در گروه آ شرکت کرد و با ۱۴ امتیاز در ۱۱ بازی دوم شد؛ تیم آوداس اول شد و سپس در فینال‌ها برای کسب عنوان ونتو، به پیروزی دست یافتند. مربی تیم رومولو د مارزی شد که تا سال قبل از مربیگری، برای آریتزینیانو بازی می‌کرد؛ رئیس باشگاه نیز تغییر کرد و دکتر اورلاندینو مارزوتو شد. در فصل ۱۹۲۹–۱۹۳۰، آریزینیانو در گروه A ترزا دیویژن ثبت‌نام کرد و دوباره دوم شد و سپس از سوی هیئت منطقه‌ای ونتو برای حضور در دسته بالاتر پذیرفته شد.
در فصل ۱۹۳۰–۱۹۳۱، آریتزینیانو در دویژن دوم گروه بی ثبت‌نام کرد و سوم شد؛ رئیس باشگاه به شخصی به نام کاوالیره جینو بوناتی تغییر کرد. در ۱۸ ژانویه ۱۹۳۰، خلبان ۲۸ ساله به نام توماسو دال مولین در دریاچه گاردا جان باخت و به یاد او، زمین ورزشی شهر به نام او نام‌گذاری شد، زیرا او در آریتزینیانو شناخته شده بود. در فصل ۱۹۳۱–۱۹۳۲، آریتزینیانو در مسابقات دویژن دوم شرکت کرد و دوم شد و پیروزی مهمی با نتیجه ۸ بر ۱ در برابر آوداس سان میکله اکسترا به دست آورد. در تاریخ خود، قبل از ادغام با والشیامپو، تیم آریتزینیانو در سه فصل از مسابقات سری سی شرکت کرده بود.
در سال ۲۰۰۵، از دل ادغام با باشگاه ورزشی گارسیا مورنو، باشگاه ورزشی آریتزینیانو متولد شد. در تابستان ۲۰۱۱، با ادغام جدید بین باشگاه ورزشی شیامپو و باشگاه ورزشی آریتزینیانو، باشگاه فوتبال آریتزینیانو شیامپو تأسیس شد: بنابراین پیراهن به رنگ زرد-آبی تبدیل شد، رنگ‌هایی که به ترتیب از شیامپو و آریتزینیانو به ارث رسیده بودند (چند سال بعد، با این حال، شیامپو به‌طور مستقل دوباره تأسیس خواهد شد). در فصل ۲۰۱۱–۲۰۱۲، این تیم در مسابقات پروموزیونه ونتو شرکت کرد و در فصل بعد آن را فتح کرد. در فصل ۲۰۱۳–۱۴، در گروه آ اکسلنزا ونتو دوم شدند، اما با این حال موفق به کسب ارتقا به سری دی شد و در مرحله نیمه‌نهایی کوپا ایتالیا، کاتانیا سان پیو ایکس را شکست داد. پس از سه فصل آرام در سری دی، در تابستان ۲۰۱۷، باشگاه به ریاست لینو چیله‌سه نام جدید ای. اس.دی. آریتزینیانو شیامپو را به خود گرفت. در فصل ۲۰۱۷–۲۰۱۸، این تیم مسابقات را در جایگاه سوم به پایان رساند و به پلی‌آف راه پیدا کرد و در آنجا با نتیجه ۵–۲ باشگاه ورزشی منتووا را در نیمه‌نهایی و ۴–۳ کمپودارسیگو را در فینال شکست داد، اما برای سری سی پذیرفته نشد. در فصل بعد (۲۰۱۸–۲۰۱۹)، این تیم قهرمان سری دی شد و ۸ امتیاز که در نیم‌فصل او را از صدرنشین عقب مانده بود را جبران کرد و یک روز پیش از پایان فصل به این مقام رسید: گریفون زرد-آبی پس از ۷۱ سال به سری سی صعود کرد و برای اولین بار در تاریخ خود به جمع حرفه‌ای‌ها پیوست. سال بعد، پس از باخت در پلی‌آف، مجدداً به سری دی سقوط کرد. در فصل ۲۰۲۰–۲۰۲۱، این تیم پلی‌آف سری دی را مقابل یونیون کلاودی‌نس چیوجیا سوتومارینا با نتیجه ۲–۱ برد. در فصل ۲۰۲۱–۲۰۲۲، این تیم از آغاز تا پایان لیگ در صدر جدول بود و در چیوجیا مقابل یونیون کلاودی‌نس چیوجیا سوتومارینا که ۱ امتیاز از زرد-آبی‌ها عقب بود، قرار گرفت؛ در دقیقه ۸۹ آریتزینیانو گل تساوی ۱–۱ را به ثمر رساند که این باشگاه را پس از دو سال به سری سی بازگرداند.
فصل ۲۰۲۳–۲۰۲۲ از سری سی را در جایگاه نهم به پایان رساندند که به باشگاه زرد-آبی این امکان را داد که به‌طور غیرمنتظره به پلی‌آف راه یابد، جایی که در دور اول توسط رناته حذف شد.